# Adscita statices
Adscita statices là một loài bướm đêm thuộc họ Zygaenidae. Nó được tìm thấy ở châu Âu. Sải cánh dài 25–28 milimét (0,98–1,10 in). Con trưởng thành bay in sunshine from mid-May to đầu tháng 8. Ấu trùng ăn various species of Rumex, such as Rumex acetosa và Rumex acetosella.

## Hình ảnh

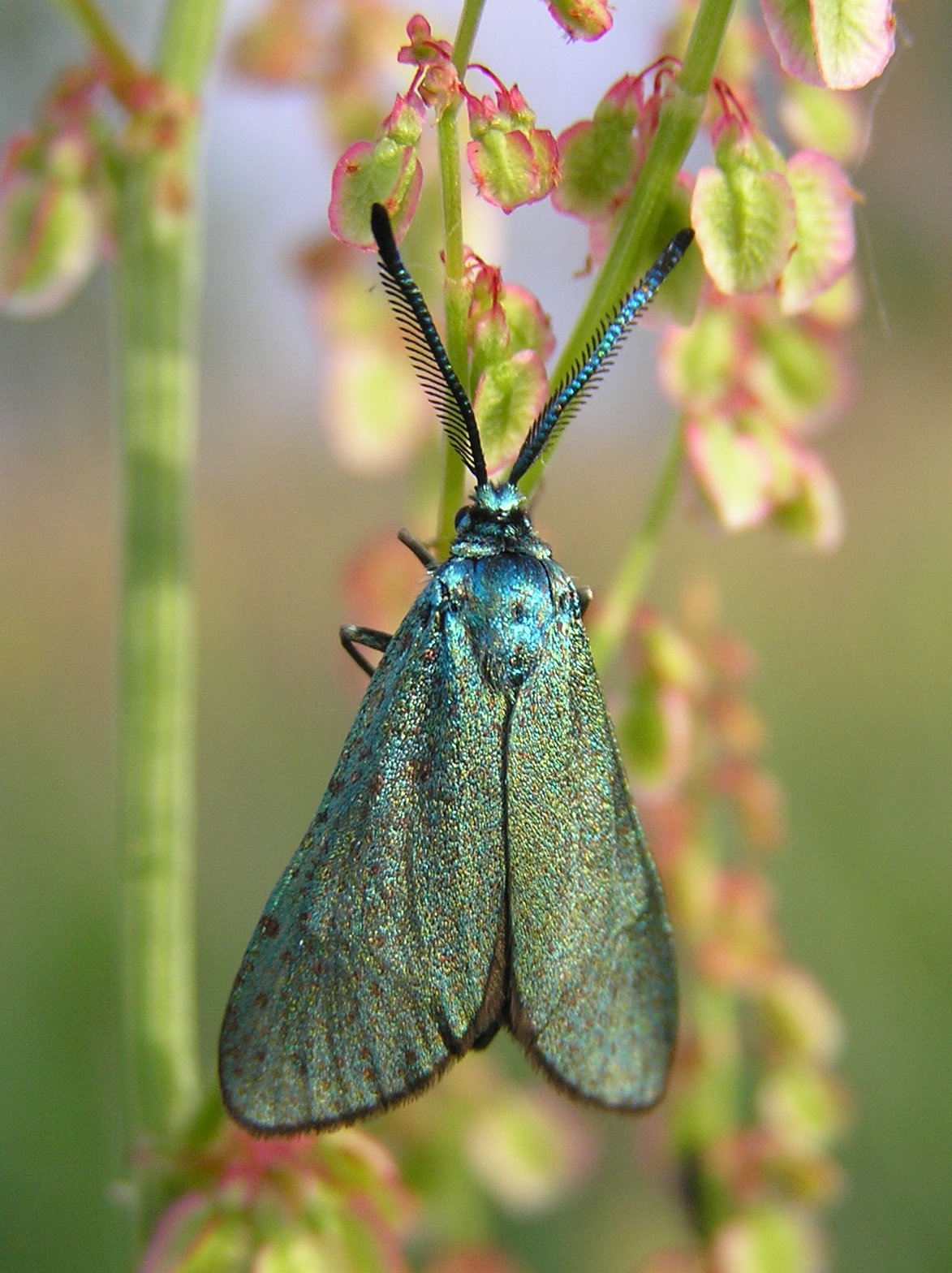
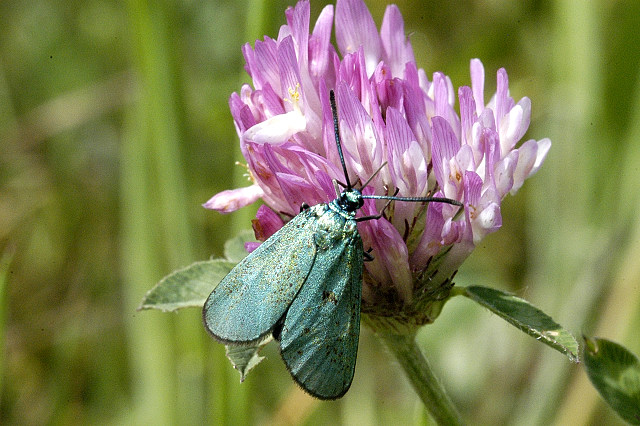
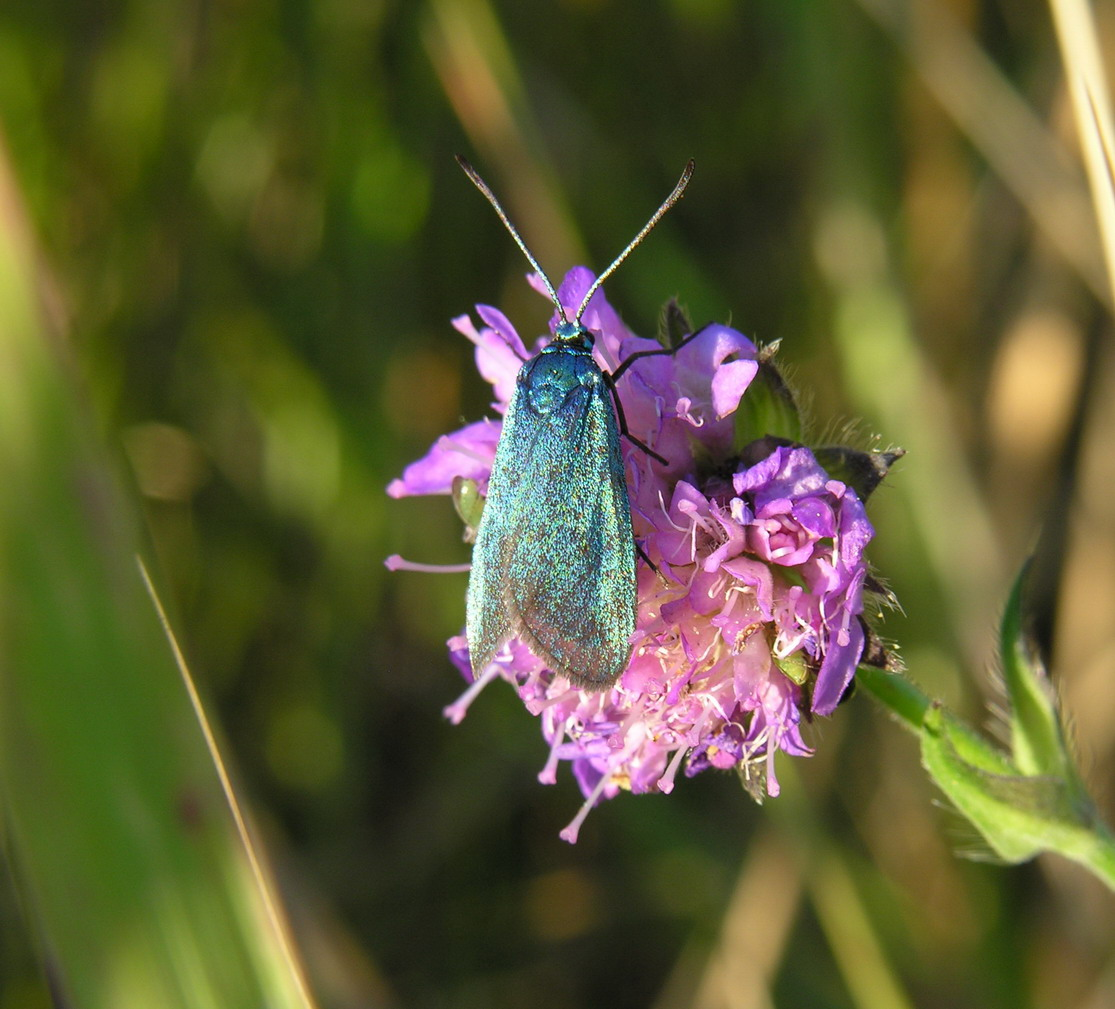
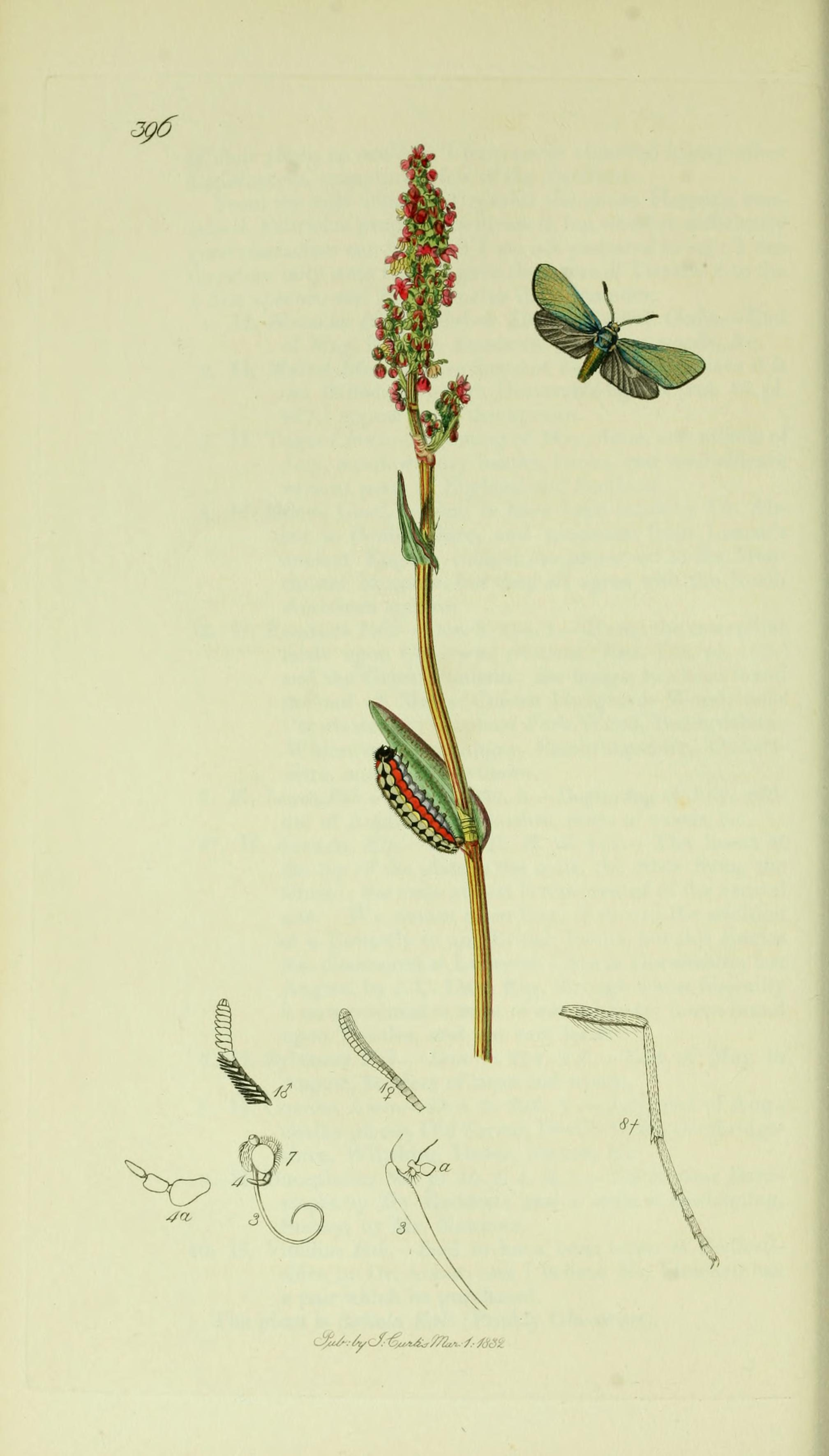